# Erythrura psittacea
Il diamante pappagallo (Erythrura psittacea Gmelin, 1979) è un uccello passeriforme della famiglia degli Estrildidi.

## Distribuzione edhabitat

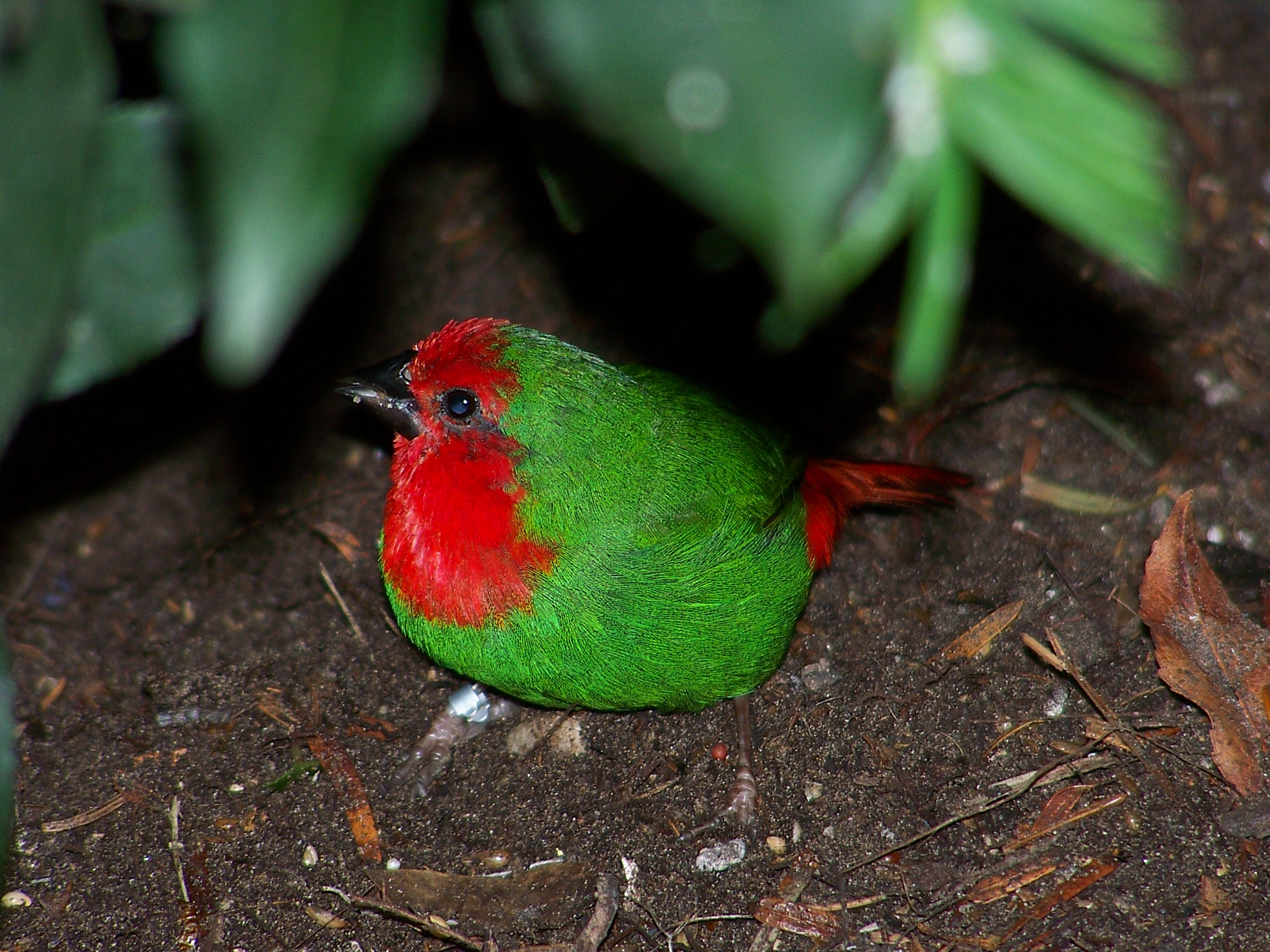
Un diamante pappagallo al suolo.

Il diamante pappagallo è endemico della Nuova Caledonia e delle isole limitrofe (isole della Lealtà, isola dei Pini): pare vi siano stati avvistamenti anche lungo le coste nord-orientali dell'Australia, tuttavia si tratta di eventi non confermati e con tutta probabilità riferiti ad individui sfuggiti dalla cattività piuttosto che a popolazioni selvatiche stabili presenti sul territorio.
Questo uccello è diffuso nelle radure erbose o cespugliose confinanti con aree ricoperte da foresta; tuttavia, il diamante pappagallo dimostra di non soffrire eccessivamente la presenza umana e lo si può pertanto osservare anche nei campi coltivati sul limitare della boscaglia o nei giardini alberati.

## Descrizione

### Dimensioni
Gli adulti non superano i 12–13 cm, compresa la coda. A parità d'età, le femmine sono generalmente leggermente più piccole rispetto ai maschi.

### Aspetto

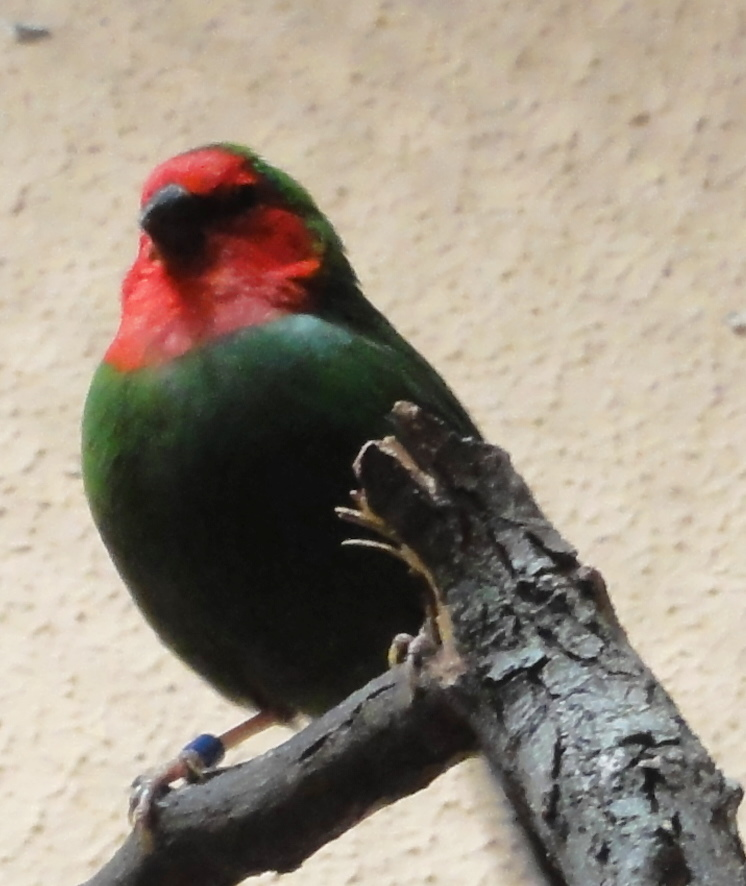
Un diamante pappagallo in cattività.

Questo uccello ha un aspetto massiccio, con grosso becco nero la cui porzione superiore tende ad incurvarsi leggermente in punta (da cui il nome comune e quello scientifico).
Il piumaggio è verde brillante su tutto il corpo, con tendenza a scurirsi sull'estremità delle ali. Su faccia, gola e porzione superiore del petto è presente un'estesa maschera rossa che si scurisce nella zona fra becco ed occhio fino a formare in alcuni casi una piccola striscia nera, ed anche il codione e la coda sono dello stesso colore rosso acceso (altra analogia cromatica coi pappagalli): nel maschio sono presenti delle piume rosse sparse anche attorno alla cloaca, che spesso rappresentano l'unico mezzo attendibile per determinare il sesso, in quanto in questa specie il dimorfismo sessuale è meno accentuato rispetto ad altre specie congeneri. Le zampe sono di colore carnicino, gli occhi sono invece di un bruno molto scuro.
Sono state finora osservate tre mutazioni cromatiche di diamante pappagallo, attualmente fissate in cattività:
- Avorio o verdemare, in cui il verde viene sostituito da un colore verde-azzurro, mentre il rosso è sostituito dal giallo-arancio;
- Pastello, in cui il verde ed il rosso sono molto sbiaditi;
- Arlecchino, detto anche pezzato, variopinto o panaché, in cui sono presenti sul corpo pezzature amelaniche più o meno estese (l'estensione tende generalmente ad aumentare con l'età del soggetto);

## Biologia
All'infuori del periodo riproduttivo, quando le coppie tendono ad isolarsi, il diamante pappagallo mostra comportamento tendenzialmente gregario, riunendosi in piccoli stormi di circa 20-30 individui che si muovono principalmente durante il giorno fra gli steli d'erba, per poi fare ritorno alle zone alberate durante la notte.

### Alimentazione
Questa specie si nutre principalmente di semi di erbe prative e graminacee, preferibilmente ancora verdi, che coglie direttamente dallo stelo; quando se ne presenta l'occasione esso non disdegna di nutrirsi anche di altro materiale di origine vegetale, principalmente frutti e bacche, mentre solo sporadicamente si ciba anche di piccoli insetti e delle loro larve.

### Riproduzione
Il diamante pappagallo presenta due distinti periodi riproduttivi (in marzo ed in settembre), coincidenti con la fine della stagione delle piogge.
Ambedue i sessi collaborano alla costruzione del nido, che ha forma tondeggiante ed è composto da fili d'erba secca, radichette ed altro materiale fibroso intrecciati a formare una struttura sferica con camera di cova foderata da piumino e lanugine e collegata all'esterno tramite un tunnel discendente. Il nido viene generalmente ubicato in cavità naturali fra le rocce, i tronchi d'albero o negli edifici abbandonati, oppure nel folto della vegetazione.

All'interno del nido vengono deposte 3-6 uova, di dimensioni maggiori rispetto alle altre specie di Erythrura e dal caratteristico colore rosato. La cova è prerogativa della femmina (anche se a volte il maschio può alternarsi nella cova) e dura circa 13-14 giorni, al termine dei quali nascono dei pulli nudi e ciechi, con le caratteristiche verruche blu fluorescenti ai lati del becco. I nidiacei, in caso di pericolo, a partire dalla settimana di vita emettono un sibilo caratteristico, che probabilmente ha la funzione di disorientare gli aggressori e di richiamare i genitori al nido. Il piumaggio viene sviluppato attorno ai 16-17 giorni dalla schiusa, e a questo punto i giovani sono pronti per l'involo: tuttavia, essi tendono a rimanere nei pressi del nido per altre due settimane, venendo imbeccati (con frequenza sempre minore) dai genitori. I giovani si presentano di colore verde uniforme, con aree bruno-grigiastre laddove nella livrea adulta sarà il rosso, e con un caratteristico becco bicolore, nero nella parte superiore e giallo in quella inferiore: il piumaggio adulto viene raggiunto attorno ai 3-4 mesi di vita.

La maturità sessuale viene raggiunta dai giovani già attorno alle 8 settimane di vita, tuttavia è difficile che essi riescano a riprodursi prima dell'anno di vita.